# Asuka Hachisuka
Asuka Hachisuka (japanisch 蜂須賀 明香, Hachisuka Asuka; * 26. September 1992 in Tsukude, Präfektur Aichi, heute Shinshiro) ist eine japanische Biathletin. Sie nahm an den Olympischen Spielen 2018 und 2022 teil.

## Sportliche Laufbahn
Asuka Hachisuka nahm, bevor sie mit dem Biathlonsport begann, von 2012 bis 2015 an nationalen Skilanglaufbewerben teil und erzielte als bestes Ergebnis im März 2015 in Sapporo einen zehnten Rang über 5 Kilometer in der klassischen Technik. Ihr Debüt im IBU-Cup der Biathleten gab die Japanerin Ende 2015 in Obertilliach und startete auf dieser Ebene ununterbrochen bis 2018, wobei sie, mit Ausnahme eines 35. Ranges in Obertilliach 2017, nie in die Punkteränge der besten 40 Athleten lief. Sehr überraschend kam daraufhin die kurzfristige Nominierung für die Olympischen Spiele 2018, wo Hachisuka nur das Einzelrennen bestritt und 81. wurde. Zu Beginn des Winters 2018/19 gab sie auf der Pokljuka im Mixed-Staffelrennen ihr Debüt im regulären Biathlon-Weltcup, in welchem sie seither nahezu ausschließlich startet. Ihr bestes Ergebnis mit der Frauenstaffel erzielte sie im Februar 2019 mit Fuyuko Tachizaki, Sari Maeda und Yurie Tanaka als 14., wobei hier nur 17 Teams in der Wertung waren. Als 74. in Östersund stellte Hachisuka beim ersten Sprint der Saison 2019/20 ein Bestergebnis auf, welches sie eine Zeit lang nicht einstellen konnte. Erst beim Einzelwettkampf von Antholz im Januar 2022 erzielte die Japanerin mit Rang 67 ein besseres Ergebnis, gefolgt vom olympischen Einzelbewerb, wo sie unter 86 Athleten im Ziel 65. wurde. Bei den Wettkämpfen auf der Pokljuka 2023 lief Hachisuka ohne Schießfehler auf den 51. Rang im Sprint und erreichte damit erstmals einen Weltcupverfolger, den sie auf Platz 54 abschloss. Seither hat sie keine internationalen Wettkämpfe bestritten.

## Persönliches

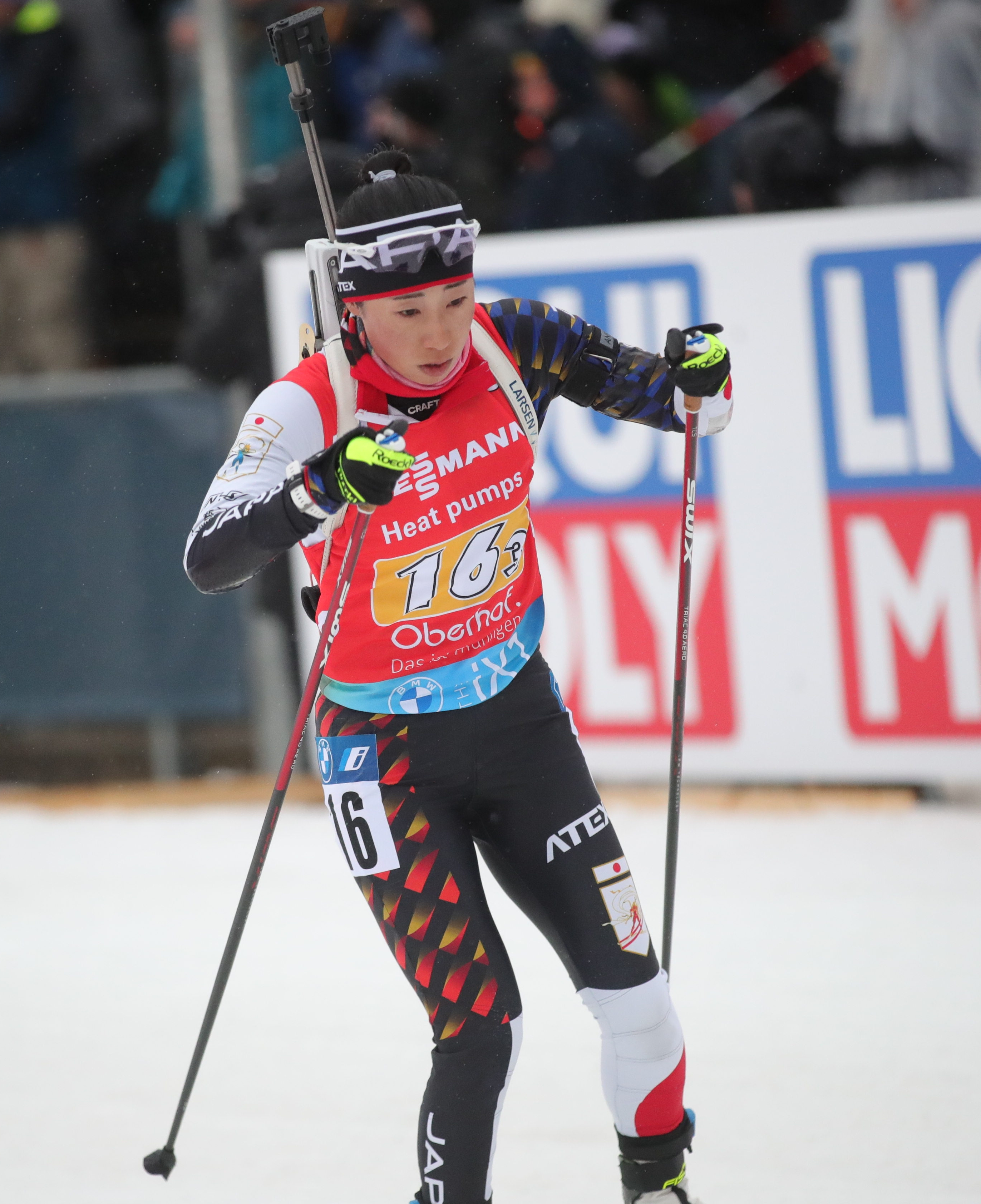
Hachisuka bei der WM 2023

Hachisuka gehört wie alle japanischen Biathleten dem Militär an und lebt in Sapporo.

## Statistiken

### Weltcupplatzierungen
Die Tabelle zeigt alle Platzierungen (je nach Austragungsjahr einschließlich Olympische Spiele und Weltmeisterschaften).
- 1.–3. Platz: Anzahl der Podiumsplatzierungen
- Top 10: Anzahl der Platzierungen unter den ersten zehn (einschließlich Podium)
- Punkteränge: Anzahl der Platzierungen innerhalb der Punkteränge (einschließlich Podium und Top 10)
- Starts: Anzahl gelaufener Rennen in der jeweiligen Disziplin
- Staffel: inklusive Mixed- und Single-Mixed-Staffeln

| Platzierung               | Einzel | Sprint | Verfolgung | Massenstart | Staffel | Gesamt |
| ------------------------- | ------ | ------ | ---------- | ----------- | ------- | ------ |
| 1. Platz                  |        |        |            |             |         |        |
| 2. Platz                  |        |        |            |             |         |        |
| 3. Platz                  |        |        |            |             |         |        |
| Top 10                    |        |        |            |             |         |        |
| Punkteränge               |        |        |            |             | 24      | 24     |
| Starts                    | 9      | 28     | 1          |             | 24      | 62     |
| Stand: Saisonende 2022/23 |        |        |            |             |         |        |

### Olympische Winterspiele
Ergebnisse bei Olympischen Winterspielen:
|                                             | Einzelwettbewerbe | Einzelwettbewerbe | Einzelwettbewerbe | Einzelwettbewerbe | Staffelwettbewerbe | Staffelwettbewerbe |
| Einzel                                      | Sprint            | Verfolgung        | Massenstart       | Damenstaffel      | Mixedstaffel       |                    |
| ------------------------------------------- | ----------------- | ----------------- | ----------------- | ----------------- | ------------------ | ------------------ |
| Olympische Winterspiele 2018 \| Pyeongchang | 81.               | –                 | –                 | –                 | –                  | –                  |
| Olympische Winterspiele 2022 \| Peking      | 65.               | 87.               | –                 | –                 | 17.                | –                  |

### Biathlon-Weltmeisterschaften
Ergebnisse bei den Weltmeisterschaften:
| Weltmeisterschaften | Weltmeisterschaften | Einzelwettbewerbe | Einzelwettbewerbe | Einzelwettbewerbe | Einzelwettbewerbe | Staffelwettbewerbe | Staffelwettbewerbe | Staffelwettbewerbe |
| Jahr                | Ort                 | Einzel            | Sprint            | Verfolgung        | Massenstart       | Damenstaffel       | Mixedstaffel       | S.-M.-Staffel      |
| ------------------- | ------------------- | ----------------- | ----------------- | ----------------- | ----------------- | ------------------ | ------------------ | ------------------ |
| 2019                | Östersund           | –                 | –                 | –                 | –                 | 19.                | –                  | –                  |
| 2020                | Antholz             | –                 | –                 | –                 | –                 | 21.                | –                  | –                  |
| 2021                | Pokljuka            | –                 | –                 | –                 | –                 | 15.                | –                  | –                  |
| 2023                | Oberhof             | 78.               | 87.               | –                 | –                 | 16.                | –                  | –                  |